# گمینا بوکوویتس
گمینا بوکوویتس (به لهستانی:  Gmina Bukowiec) یک گمینا در لهستان است که در شهرستان شفیچه واقع شده‌است. گمینا بوکوویتس ۱۱۱ کیلومتر مربع مساحت و ۵٬۱۲۲ نفر جمعیت دارد.